# توبوليف تي يو 134
توبوليف تي يو 134 (بالإنجليزية: Tupolev Tu-134)‏ هي طائرة خطوط جوية ثنائية المحركات، تشبه إالي حد كبير الطائرة الفرنسية سود أفياسيون كارافيل والطائرة الأمريكية المصممة في وقت لاحق من طراز دوغلاس دي سي-9. أنتجت. من صنعتها شركة توبوليف في الاتحاد السوفياتي في عام 1966. تستخدم بشكل أساسي من قبل ايروفلوت. كان أول طيران لها في 29 يوليو 1963 . دخلت الخدمة في سبتمبر 1967، ومازالت في الخدمة حتى الآن.

## المستخدمون
- ايروفلوت
- القوات الجوية السوفيتية
- العديد من شركات الطيران التجارية والعديد من الاستخدامات العسكرية